# جورجو پویا

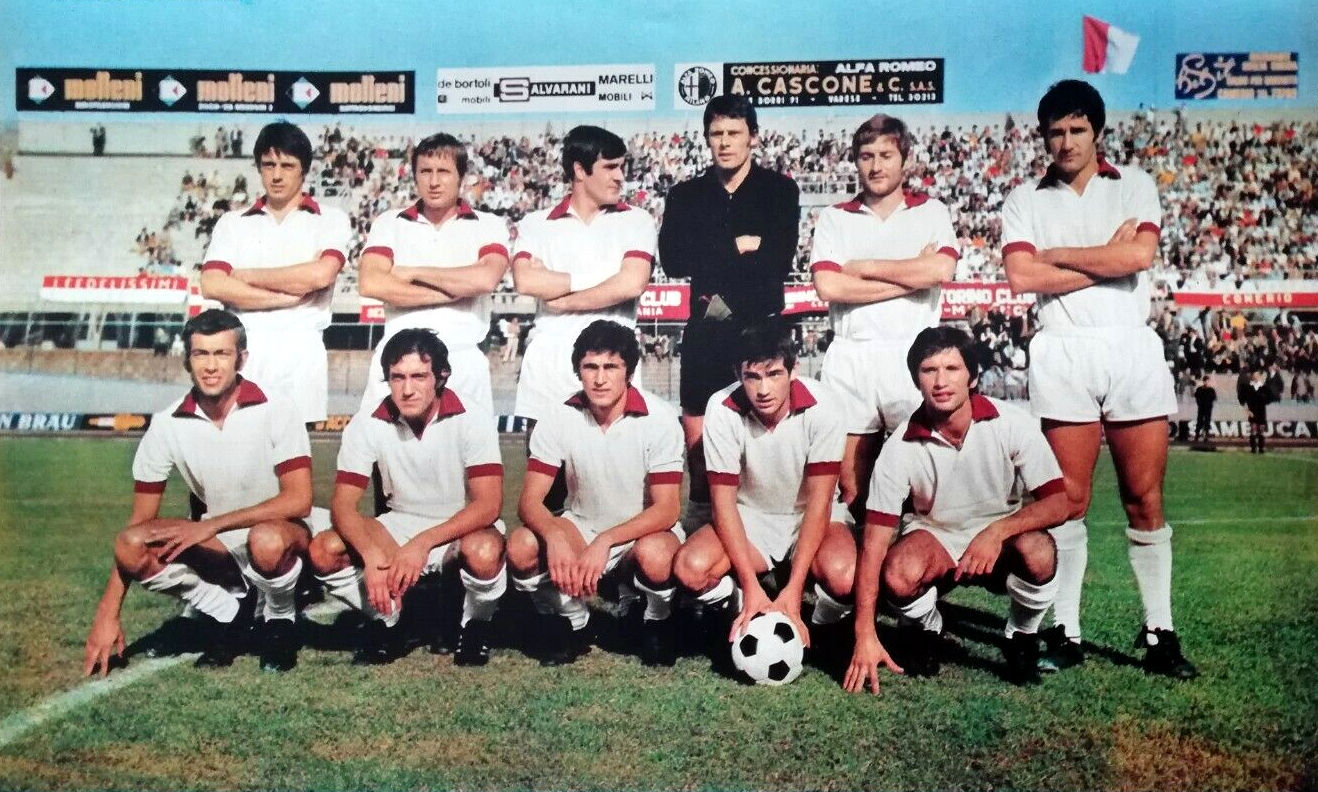
تیم فوتبال تورینو در فصل ۱۹۷۰/۷۱

جورجو پویا (به ایتالیایی: Giorgio Puia) بازیکن فوتبال و اهل ایتالیا است 

## تیم ملی
از سال ۱۹۶۲ میلادی عضو تیم ملی فوتبال ایتالیا بوده و در ۷ بازی ملی حضور داشته‌است. او در بازی‌های ملی‌اش گلی به ثمر نرساند.
جیورجیو پویا آخرین بازی ملی خود را در سال ۱۹۷۰ میلادی انجام داد.